# 萨姆拉拉
萨姆拉拉（Samrala），是印度旁遮普邦Ludhiana县的一个城镇。总人口17610（2001年）。

## 人口
该地2001年总人口17610人，其中男性9336人，女性8274人；0—6岁人口2070人，其中男1190人，女880人；识字率71.92%，其中男性为75.70%，女性为67.66%。